# Orientilla nitens
Orientilla nitens (лат.) — вид ос-немок рода Orientilla из подсемейства Dasylabrinae. Видовое название nitens — это латинское прилагательное женского рода в именительном падеже, означающее «яркий». Оно относится к метасоме этого нового вида, украшенной золотистыми волосковыми полосами.

## Распространение
Южная Азия: Индия (штат Тамилнад, Anaimalai, Top Slip; на высоте 550—800 м).

## Описание
Длина тела 8,5 мм. От близких видов отличаются следующими признаками (описаны по самке ♀, самцы неизвестны): плечевой киль стертый; тергит Т2 лишен медиального пятна; задняя половина Т2 покрыта густыми золотистыми волосками; ноги в основном буровато-чёрные; тергит T1 шире своей длины; голова и грудь красные, брюшко чёрное. Медиальное возвышение наличника образует субтреугольную область. Мезоплеврон равномерно выпуклый и без вертикального киля; пунктировка тела крупная плотная, тергит T2 продольно пунктирован. Метасомальный сегмент 1 петиолевидный. Вид был впервые описан в 2023 году японским энтомологом Juriya Okayasu (Университет Хоккайдо, Саппоро, Япония) по типовому материалу из Индии.